# Abbaye de Barona
L'abbaye de Barona est un ancien monastère cistercien situé dans la commune d'Albuzzano, en Lombardie, Italie).

## Localisation et toponymie
L'abbaye de Barona était située à une dizaine de kilomètres à l'est de Pavie, dans le hameau de Barona (Albuzzano) (it), sur l'Olona.

## Histoire

### Fondation
La date de fondation de l'abbaye est assez incertaine. Les écrits d'Ángel Manrique la situent en 1189 ou 1209, mais comportent une incertitude sur le lieu et sur le nom. Leopold Janauschek reprend cette variété de nom, mais affirme quant à lui que l'abbaye n'aurait été fondée qu'en 1210 ; cette hypothèse est également retenue par Laurent-Henri Cottineau dans son Répertoire topo-bibliographique des abbayes et prieurés. Toutefois une bulle de Célestin III datée du 18 avril 1192 confirme l'appartenance de l'abbaye à l'ordre cistercien, ainsi que son emplacement au lieu-dit « Barona », lieu-dit dans lequel l'abbaye de La Ferté possédait des terres.
D'autres sources indiquent la participation de l'évêque de Pavie Pietro Toscani, lui-même ancien abbé cistercien de Lucedio, à la fondation de Barona. Or Pietreo Toscani est mort en 1180, ce qui indiquerait une fondation antérieure. Cependant, il est possible que Barona ait été fondée en tant que prieuré, et que la date retenue par les autres historiographes soit la date canonique d'érection en abbaye.

### Communauté
La communauté abbatiale semble avoir eu une existence très brève. Dès le milieu du XIIIe siècle, elle avait disparu.

## Architecture
Il ne reste rien de l'abbaye, dont l'église paroissiale actuelle ne reprend pas d'élément.